# Chelonus disjunctus
Chelonus disjunctus är en stekelart som beskrevs av Mccomb 1968. Chelonus disjunctus ingår i släktet Chelonus och familjen bracksteklar. Inga underarter finns listade i Catalogue of Life.